# Les Gémeaux (film)
Pour les articles homonymes, voir Les Gémeaux.
Pour plus de détails, voir Fiche technique et Distribution.
Les Gémeaux (Bröder Carl) est un drame psychologique suédois écrit et réalisé par Susan Sontag et sorti en 1971.

## Synopsis
Lena persuade son amie Karen de l'accompagner dans l'archipel de Stockholm pour rencontrer Martin, son ex-mari. Ce dernier entretient une relation avec un danseur nommé Carl.

## Fiche technique
- Titre français : Les Gémeaux[1]
- Titre original suédois : Bröder Carl ou Brother Carl[2]
- Réalisateur : Susan Sontag
- Scénario : Susan Sontag
- Photographie : Rune Ericson
- Montage : Lars Hagström
- Musique : Torbjörn Lundquist
- Décors : Charles Delattre
- Production : Göran Lindgren, Sandrew, Bo Jonsson
- Société de production : Svenska Filminstitutet
- Pays de production :  Suède
- Langue originale : anglais américain
- Format : Noir et blanc - 1,66:1 - Son mono - 35 mm
- Durée : 98 minutes
- Genre : Drame psychologique
- Dates de sortie :
  - Suède : 3 mai 1971
  - France : mai 1971 (Festival de Cannes 1971) ; 25 janvier 1973 (sortie nationale)

## Distribution
- Geneviève Page : Karen
- Keve Hjelm : Martin, chorégraphe
- Gunnel Lindblom : Lena, directrice de théâtre, ancienne épouse de Martin
- Laurent Terzieff : Carl Norén
- Torsten Wahlund (sv) : Peter, le mari de Karen
- Pernilla Åhlfeldt : Fille d'Anna, Karen et Peter
- Lars Hedberg : garçon jumeau
- Kjell Hedberg : garçon jumeau

## Production et exploitation
Le tournage a eu lieu en 1970, à partir du 3 août, et a été effectué à Stockholm et dans l'archipel de Stockholm. La première du film a eu lieu le 3 mai 1971 au cinéma Grand de Stockholm. Il a également été présenté au festival de Cannes 1971 lors de la quinzaine des réalisateurs.
Ce film était le deuxième et dernier film de la réalisatrice américaine Susan Sontag en Suède, et comme son prédécesseur, Duo pour cannibales (1969), il a été largement critiqué et n'a pas été un succès en salles.